# Contea di Upper Gascoyne
La contea di Upper Gascoyne è una delle quattro Local Government Areas che si trovano nella regione di Gascoyne, in Australia Occidentale. Essa si estende su di una superficie di circa 57.939 chilometri quadrati ed ha una popolazione di 369 abitanti, la maggior parte dei quali sono aborigeni australiani. LA maggior parte del territorio è disabitata.